# Turystyka motywacyjna
Turystyka motywacyjna (ang. incentive travel) – podróże pracowników opłacane przez pracodawcę w ramach nagrody za realizację określonych zadań, za szczególne osiągnięcia lub jako zachęta na przyszłość.
Zgodnie z definicją Society of Incentive & Travel Executives (SITE) jest to: Narzędzie całościowego zarządzania do wykorzystania wyjątkowych podróży w celu zmotywowania lub nagrodzenia pracowników za ich pracę wykraczającą poza obowiązki i zbliżającą do osiągnięcia celów firmy.
Podróże motywacyjne to gałąź turystyki biznesowej przypominająca turystykę rekreacyjną, mimo to stanowi ona odrębny produkt turystyczny. Są to najczęściej grupowe imprezy motywacyjne, przeznaczone zazwyczaj dla pracowników i łączące charakter rekreacyjny z celem podniesienia statusu zawodowego i prestiżu środowiskowego.